# Abraham Galante
Abraham Galante o Avram Galanti Bodrumlu (Bodrum, 4 de enero de 1873 - Estambul 8 de agosto de 1961) fue un educador, académico, político y nacionalista turco de origen judío.

## Vida
Nació durante la época otomana. Cursó sus estudios secundarios en Esmirna y Rodas. En su juventud trabajó como profesor en escuelas generales y judías otomanas tanto en Rodas como en otras islas turcas del Mediterráneo de sus tiempos. Entre 1915 y 1933 fue profesor universitario en la Universidad de Estambul. Recibió el apellido Bodrumlu después de la introducción de la Ley de Apellidos en 1934. (La palabra Bodrumlu es el gentilicio de Bodrum, el pueblo de su nacimiento, en turco).

## Carrera académica y política
Fue un estudioso de los judíos otomanos y escribió varios libros sobre su historia y cultura. También se dedicó a los estudios de la lengua turca. Se opuso a la reforma de alfabeto en Turquía, realizada en 1928, defendiendo continuar el uso de las letras árabes.
Fue integrante de una delegación judía que viajó en 1926 a Ankara, la capital de la naciente República de Turquía, promulgada el 29 de octubre de 1923, para declarar la lealtad de la comunidad judía turca al estado sucesor del Imperio otomano. Sirvió en la Gran Asamblea Nacional (parlamento) de Turquía entre los aňos 1944-46 como diputado de Niğde, en las filas del Partido Republicano del Pueblo.
Escribió muchos libros sobre la historia y cultura de los judíos de Turquía, las relaciones turco-judías, y la historia de su país, incluyendo un libro sobre la historia de la capital política de Turquía (Ankara), de la ciudad de la que fue diputado (Niğde) y de su ciudad natal (Bodrum).

## Obras
- Deux nouveaux documents sur Dona Gracie Nassy (Paris, 1913)
- Türkçede Arabi ve Latin harfleri ve imla meseleleri (İstanbul, 1925)
- Küçük Türk tetebbuları (İstanbul, 1925)
- Hamurabi Kanunu (İstanbul, 1925)
- Arabi harfleri terakkimize mani değildir (İstanbul, 1927)
- Vatandaş, Türkçe konuş! (İstanbul, 1928)
- Hitit kanunu (İstanbul, 1931)
- Documents Officiels Turcs Concernantles Juifs de Turquie Recueil de 114 lois, reglements, firmans, berats, ordres et decisions de tribunaux (İstanbul, 1931)
- Turcs et Juifs. Etude Historique Politique (İstanbul, 1932)
- Asur kanunları (İstanbul, 1933)
- Nouveaux documents sur Sabbetai Sevi (İstanbul, 1935)
- Les Synagogues d'Istanbul (İstanbul, 1937)
- Medecins Juifs au Service de la Turquie (İstanbul, 1938)
- Les Juifs de Constantinople sous Byzance (İstanbul, 1940)
- Un ferman concernant le cimetiere Juif d'Uskudar (İstanbul, 1940)
- Histoire des Juifs d'Istanbul, depuis la prise de cette ville en 1453 par Fatih Mehmed II, jusqu'à nos jours (1. cilt) (İstanbul, 1941)
- Appendice a l'Ouvrage Documents Officiels Turcs concernant les Juifs de Turquie (İstanbul, 1941)
- Histoire des Juifs d'Istanbul, depuis la prise de cette ville en 1453 par Fatih Mehmed II, jusqu'à nos jours (2. cilt) (İstanbul, 1942)
- Bodrum Tarihi (İstanbul, 1945)
- Türkler ve Yahudiler (İstanbul, 1947)
- En 1804 un incendie detruisit onze synagogues a Haskeuy (İstanbul, 1948)
- Appendice a l'Histoire des Juifs d'Anatolie (İstanbul, 1948)
- Ankara Tarihi (Tan Matbaası, 1950)
- Niğde ve Bor Tarihi (Tan Matbaası, 1951)
- Encore un nouveau recueil de documents concernant l'histoire des Juifs de Turquie - Etudes scientifiques (İstanbul, 1953)
- Türkler ve Yahudiler Eserlerime Ek (İstanbul, 1954)
- Cinquieme recueil de documents concernant les Juifs de Turquie, Divers sujets Juifs (İstanbul, 1955)
- Histoire des Juifs de Turquie, 9 cilt (İstanbul, 1986)
- Bodrum tarihi (BOSAV Yayınları, 1996)
- Sabetay Sevi ve Sabetaycıların gelenekleri (Zvi-Geyik Yayınları, Ağustos 2000)
- Üç Sami kanun koyucu (Anka Yayınları, 2002)
- Türklük incelemeleri (Yeditepe Yayınevi, Mayıs 2005)